# براندون تومسون (لاعب اتحاد الرغبي)
براندون تومسون (بالإنجليزية: Brandon Thomson)‏ هو لاعب اتحاد الرغبي جنوب أفريقي، ولد في 7 مارس 1995 في Trichardt ‏ في جنوب أفريقيا.